# NGC 3481
NGC 3481 ist eine Spiralgalaxie vom Hubble-Typ Sab im Sternbild Becher am Südsternhimmel. Sie ist schätzungsweise 106 Millionen Lichtjahre von der Milchstraße entfernt.
Das Objekt wurde im Jahre 1886 von Ormond Stone entdeckt.